# Uniopolis
Uniopolis è una comunità non incorporata (ex villaggio) degli Stati Uniti d'America, situata nello stato dell'Ohio, nella contea di Auglaize.